# Caesar (titel)

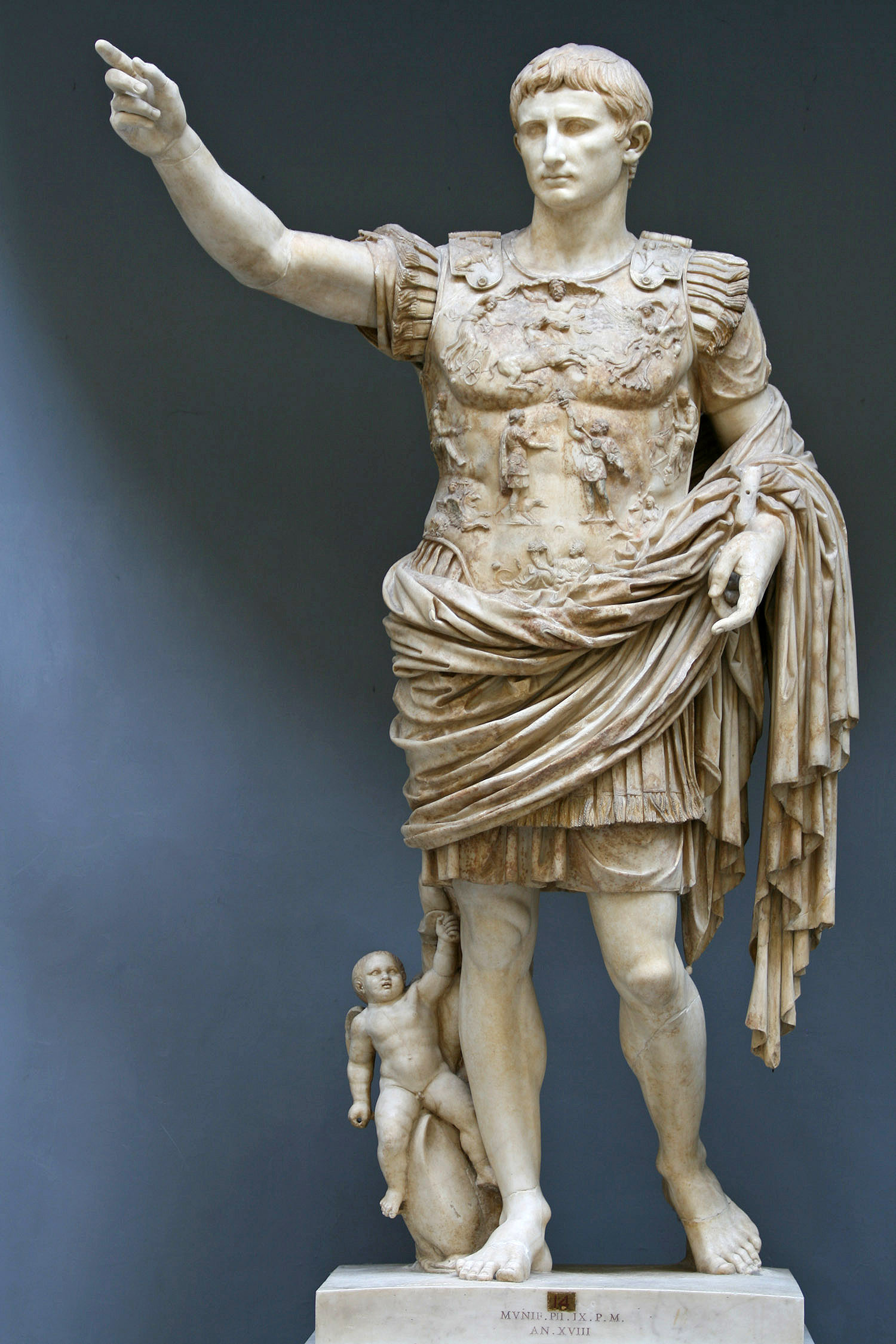
Gaius Iulius Caesar Augustus

Caesar (Latijnse uitspraak: ['kaɪ̯sar]) is een titel die werd gebruikt in de klassieke oudheid bij de Romeinen. De titel werd indirect afgeleid van Gaius Julius Caesars naam. Zijn achterneef Gaius Octavius Thurinus werd bij testament door hem geadopteerd onder de naam Gaius Julius Caesar (Octavianus). Deze zou de eerste princeps van Rome worden.
Caesar werd echt een titel nadat de Julisch-Claudische dynastie al was uitgestorven. Het was Diocletianus die zijn tetrarchen betitelde als Augustus en Caesar. Er waren voor zowel het oosten als het westen van het Imperium Romanum een Caesar en Augustus. De Augusti waren de voornaamste, maar de Caesari stonden direct onder hen. Caesar  was ook de titel die gegeven werd aan de beoogde opvolger. Dit is te verklaren door Augustus' eigen opvolging: hij adopteerde zijn beoogde opvolger(s), zodat deze het cognomen Caesar kregen.
Zowel de titels keizer als tsaar zijn afgeleid van de Latijnse eigennaam Caesar.